# Capricorno (Nesli)
Capricorno è un singolo del rapper italiano Nesli, pubblicato il 23 dicembre 2010 come terzo estratto dal quinto album in studio L'amore è qui.

## Descrizione
Quinta traccia dell'album, Capricorno è stato realizzato in collaborazione con il gruppo musicale pop rock di Los Angeles Just Off Turner: infatti la melodia è totalmente ripresa da un pezzo di questa band, intitolato Room with a View, pubblicato nel 2009.

## Video musicale
Il videoclip, scritto e diretto da Luca Tartaglia, con la fotografia di Manuel Muccio, è stato reso disponibile la notte del 23 dicembre 2010 sul canale YouTube ufficiale del cantautore. Il video è stato girato a Milano, con la scena iniziale ambientata in largo Cairoli.